# Vård (folktro)
En vård var i svensk folktro benämningen på en personlig skyddsande som åtföljde människosjälen från födelsen till dödsstunden. Ordet kommer från fornsvenskans varþer som betyder vakt eller beskyddare och det finns även i engelskan som warden.
Vården kunde stundom uppenbara sig antingen som ett "lyse" (litet ljus) eller som människans hamn, det vill säga skenbild. Förnimmelsen av en annan människas "vård" kunde ge sig till känna som en fysisk företeelse i kroppen till exempel tillfällig klåda i handen eller näsborren, som "aning" vilket avsåg en dunkel samkänsla, genom vilken man kunde förnimma frånvarande personers öde, eller i flera olika former av varsel. Om man tyckte sig höra en person anlända en stund innan denne själv verkligen kommer, är det personens vård som ger detta "förebåd". Uppenbarelsen av en frånvarandes vård som synlig hamn kallas "vålnad", och en avlidens vålnad benämns "genfärd". Genom kristendomen utvecklade sig tron på två stycken vårdar, en god och en ond, i likhet med det goda och det onda samvetet.
Fylgjor och hamingjor är skyddsandar i nordisk mytologi som är ytterst lika den senare tron på vårdar. Av "vård" härleder sig begreppet vårdträd, emedan man tänkte sig dessa träd såsom hemvist för husfolkets eller gårdens skyddsandar. I norsk folktro är gardvord (gårdsvård) en synonym för tomten. 